# ローマ＝アルバーノ線
ローマ＝アルバーノ線（イタリア語: Ferrovia Roma-Albano）は、イタリアの首都ローマ近郊の鉄道路線。ローマ市内とその南東近郊にあたるカステッリ・ロマーニ地方とを結ぶ、3つの路線のうちのひとつである。トレニタリアによって運行されており、他の2路線とともにラツィオ地方鉄道網 (FL lines) FL4 (it:FL4) （旧称FR4）の一部を構成する。 
ローマ中心部のローマ・テルミニ駅を起点とし、チャンピーノ、マリーノ、カステル・ガンドルフォの町を経てアルバーノ・ラツィアーレ駅（ローマ県アルバーノ・ラツィアーレ）に至るこの路線は、1889年に開業した。1927年にはアルバーノ・ラツィアーレより南のネットゥーノまでが開通したが、その後廃止されている。ローマ～チャンピーノ間が複線区間である。

## 歴史

### 前史
イタリア王国が、教皇領（教皇国家）であったローマ周辺を併合した1870年の時点で、カステッリ・ロマーニ周辺地域には既に2つの鉄道路線があった。教皇国家は1856年にローマとフラスカーティを結ぶ路線（ローマ＝フラスカーティ線）を、1863年にはローマとヴェッレトリとを繋ぐ路線（ローマ＝ヴェッレトリ線）を、それぞれ建設していた。しかしながら、カステッリ・ロマーニの中心部にあたるグロッタフェッラータからジェンツァーノ一帯には、鉄道が敷設されないでいた。
この空白を補うため、1880年にローマ・ポルトナッチョ（現在のローマ・ティブルティーナ駅）からチャンピーノを経由してマリーノに至るポルトナッチョ＝チャンピーノ＝マリーノ線 (it:Tranvia Portonaccio-Ciampino-Marino) が開通した。ただしこれは、一般的な鉄道路線ではなく、蒸気機関車が走るトラム（路面汽車）としてであった。しかしながら、チャンピーノとマリーノの間の激しい標高差を越える上での路線設計のまずさがすぐに明らかになり、同線を経営する上での困難を引き起こした。この路面汽車は、現在はマリーノからパンタネッレにかけてのロマーナ通りやカストリメニエンセ通りの大部分を占めている、マリーノのガリバルディ広場に到着していた。

### 鉄道の建設
ポルトナッチョ - マリーノ間の開業の翌年（1881年）、国王ウンベルト1世は、チェッキーナ経由でネットゥーノとアルバーノ・ラツィアーレを結ぶ新たな鉄道路線の実現の布告にサインした。この新線は1884年3月に開業し、ヴェッレトリ行き路線と交差しチェッキーナに達した。そのためローマ＝アルバーノ間を結ぶ鉄道はチェッキーナを中間地点とすることとなった。
このように連結された線路は行程の長さや所要時間において最終的な解決に至ることができなかったことが明確となった。この地域の地形上の特徴のある特別な区間の難問をかかえながら、ローマとアルバーノ・ラツィアーレ間を直結する問題に取り組むことを決定した。
鉄道の実現の為に4つのトンネル（コッレ・チミーノ、マリーノを掘り、カステル・ガンドルフォ、アルヴァーノ・ヴィッラ）と一つの高架と6つのアーチ（マリーノ付近の「セイ・ポンティ」橋）を作り、1889年10月23日にチャンピーノとアルバーノ・ラツィアーレ間が開業した（チャンピーノとローマの区間は既にあった他の路線と共有）。
新たな鉄道の開業によって、ポルトナッチョ＝マリーノ間の蒸気汽車は不要となり、1889年に廃止された。
ローマ＝アルバーノ＝ネットゥーノ鉄道路線では、マリーノ駅とアルバーノ駅がいまだに証明するように
郵便や貨物の激しい交通量があった、その重要さはゴムタイヤでの交通が多くなり全てが消滅してしまった。
ネットゥーノとの接続は、最初にチェッキーナで途切れたため1927年にアルバーノ＝チェッキーナ間も使えなくなった。
チャンピーノ＝アルバーノ・ラツィアーレ線は1947年に電化された（ローマ＝チャンピーノ間はすでに戦前に済んでいた）。最初は蒸気機関車により牽引されていた列車、1930年代から終戦にかけて旅客輸送に従事していた「リットリーナ」、その後はより近代的な電化車両に交換された。
カステッリ・ロマーニの路線では間違いなくローマ＝アルバーノ線はもっとも見晴らしが良く、ローマの前に拡がるパンタネッラ駅～マリーノ・ラツィアーレ駅間とアルバーノ湖前のスペクタクル、カステル・ガンドルフォ・トンネル入り口の火山のクレーター内側の山稜が路線と並ぶ様などが見られる。

## 沿線、駅と停車場
路線は28km展開しており、以下に図式化する。
|  | 0     | ローマ・テルミニ                                                                   | ローマ・テルミニ                  |
|  |       | Innesto alla rete fondamentale                                                     |                                   |
|  |       | チヴィタヴェッキア / レオナルド・エクスプレス (フィウミチーノ空港)の各線と内部接続 |                                   |
|  | 4.25  | ローマ・カジリーナ 乗換のみ                                                        | ローマ・カジリーナ 乗換のみ       |
|  |       | ラティーナ / ネットゥーノの各線と内部接続                                          |                                   |
|  |       | ラティーナ / ネットゥーノの各路線の下をくぐる                                      |                                   |
|  | 9.98  | カパンネッレ ローマ市内区間の境界                                                  | カパンネッレ ローマ市内区間の境界 |
|  |       | グランデ・ラッコルド・アヌラーレとの陸橋                                           |                                   |
|  | 13.92 | チャンピーノ 複線はここまで                                                        | チャンピーノ 複線はここまで       |
|  |       | ヴェッレトリ / フラスカーティ / カッシーノ - ナポリ                                |                                   |
|  | 15.74 | アックア・アチェトーザ                                                             | アックア・アチェトーザ            |
|  | 17.18 | サッソーネ                                                                         | サッソーネ                        |
|  | 18.06 | パンタネッラ                                                                       | パンタネッラ                      |
|  |       | コッレ・チミーノ・トンネル                                                         |                                   |
|  |       | 「セイ・ポンティ」橋（6つの橋の意）                                                |                                   |
|  | 22.54 | マリーノ・ラツィアーレ                                                             | マリーノ・ラツィアーレ            |
|  |       | マリーノ・トンネル                                                                 |                                   |
|  |       | 「ヴィッリーニ」(Villini)停車場 - 休止中                                           |                                   |
|  | 25.81 | カステル・ガンドルフォ                                                             | カステル・ガンドルフォ            |
|  |       | カステル・ガンドルフォ・トンネル                                                   |                                   |
|  | 26.83 | ヴィッレッタ                                                                       | ヴィッレッタ                      |
|  |       | アッピア街道との陸橋                                                               |                                   |
|  |       | アルバーノ・ヴィッラ・ドーリア・トンネル                                           |                                   |
|  | 28.41 | アルバーノ・ラツィアーレ                                                           | アルバーノ・ラツィアーレ          |
|  |       | 路線終点、さらにネットゥーノまで接続していた                                       |                                   |